# Prairie de Felsőrákos
Le Prairie de Felsőrákos (en hongrois : Felsőrákosi rétek természetvédelmi terület) est une réserve naturelle, située à Budapest.